# Stanisław Murzański
Stanisław Murzański, pierwotnie Stanisław Szkaradek, ps. Olesza, Zawrat (ur. 23 marca 1923 w Nowym Sączu, zm. 10 kwietnia 2020) – polski malarz, prozaik, publicysta, żołnierz konspiracji w czasie II wojny światowej.

## Życiorys
Od 1942 był członkiem Armii Krajowej, od 1944 walczył w partyzantce, w szeregach oddziału „Wilki” i 1 pułku strzelców podhalańskich AK. Po zakończeniu II wojny światowej pozostał w konspiracji, od października 1945 do sierpnia 1946 kierował Radą Powiatową WiN w Nowym Sączu. Zagrożony uwięzieniem wyjechał następnie do Warszawy, rozpoczął studia prawnicze, następnie dziennikarskie, w roku akademickim 1947/1948 podjął studia na Wydziale Malarskim tamtejszej Akademii Sztuk Pięknych. Został aresztowany 2 września 1948, a następnie skazany wyrokiem Wojskowego Sądu Rejonowego w Krakowie z 22 kwietnia 1949 na karę 7 lat pozbawienia wolności. Od sierpnia 1949 przebywał w zakładzie karnym we Wronkach, a od 1952 w zakładzie karnym w Potulicach. Wyszedł na wolność 2 września 1955. W 1959 przyjął nazwisko Murzański, studia malarskie ukończył ostatecznie w 1960.
Opublikował powieści Przenikanie ciemności (1967), Daleki głos (1969), Ręce (1969), Niezwykła podróż doktora Friede (1970). Od lat 80. publikował w Przeglądzie Powszechnym, od 1990 w Tygodniku Solidarność. Wydał tomy publicystyki historycznej Między kompromisem a zdradą. Intelektualiści wobec przemocy 1945-1956 (1993, otrzymał za nią Nagrodę im. Jerzego Łojka w 1994), PRL - zbrodnia niedoskonała. Rozważania o terrorze władzy i społecznym oporze (1996), Wśród łopotu sztandarów rewolucji. Rzecz o "katolewicy". 1945-1989 (1998), Sojusz nieczystych sumień. Inteligencja polska i jej elity na przełomie XX i XXI wieku (2010).
Od 1960 był członkiem Związku Polskich Artystów Plastyków, od 1970 Związku Literatów Polskich, a od 1989 Stowarzyszenia Pisarzy Polskich.
W 2006 został odznaczony Krzyżem Kawalerskim, a w 2019 Krzyżem Oficerskim Orderu Odrodzenia Polski.